# NGC 951
NGC 951 é uma galáxia espiral barrada (SBab) localizada na direcção da constelação de Cetus. Possui uma declinação de -22° 20' 57" e uma ascensão recta de 2 horas, 28 minutos e 56,9 segundos.
A galáxia NGC 951 foi descoberta em 1886 por Frank Leavenworth.